# District de Dagang
Le district de Dagang (大港区 ; pinyin : Dàgǎng Qū) est une subdivision du sud de la municipalité de Tianjin en Chine.
Sa superficie est de 1 114,8 km² et sa population d'environ 320 000 habitants.
Deux laogai (« camps de rééducation par le travail ») y seraient implantés.